# Jarosław Bauć
Jarosław Bauć (ur. 17 stycznia 1959 w Krakowie) – polski malarz, rysownik, pedagog, kurator sztuki.

## Życiorys
W latach 1980–1985 studiował w gdańskiej PWSSP (ASP) na Wydziale Malarstwa i Grafiki. W 1985 obronił dyplom w pracowni prof. Włodzimierza Łajminga. Następnie rozpoczął pracę w macierzystej uczelni na stanowisku asystenta (1985–1992), w 1992 uzyskał tytuł adiunkta, w 2001 - tytuł adiunkta II stopnia, a od roku 2005 jest kierownikiem Pracowni Wiedzy o Działaniach i Strukturach Wizualnych w ASP w Gdańsku, od 2006 zatrudniony na stanowisku profesora w Zakładzie Historii Sztuki Nowoczesnej Instytutu Historii Sztuki Uniwersytetu Gdańskiego.
Właściciel i kurator „Galerii Jesionowej 4B/3” w Gdańsku Wrzeszczu.

## Ważniejsze wystawy[4]
- 1985 Spotkania Twórców Młodego Pokolenia, Elbląg
- 1986 „Dyplom 85”, Sopot
- 1987 Wystawa wspólnie z Markiem Modelem i Januszem Tkaczukiem, Galeria „M”, Ustka
- 1987 Stypendyści Ministerstwa Kultury i Sztuki, Sopot
- 1987, 1993, 1998 - Nagroda Rektora ASP w Gdańsku
- 1988 „Arsenał '88”, Warszawa
- 1989 Wystawa wspólnie z Jackiem Rossakiewiczem i Zdzisławem Nitką, Galeria Arche, Gdańsk
- 1989 Krytycy o nas, Sopot (wyróżnienie)
- 1990 Wystawa wspólnie z Jarosławem Flicińskim, Galeria Żak, Gdańsk
- 1990 XV Festiwal Malarstwa Współczesnego, Szczecin
- 1990 Wystawa w galerii KMPiK, Gdańsk
- 1991 Wystawa indywidualna, ASP Gdańsk
- 1991 Wystawa malarstwa, Frankenthal (Niemcy)
- 1991 Wystawa wspólnie z Teresą Miszkin, Pałac Opatów w Gdańsku Oliwie
- 1991 Wystawa indywidualna, galeria Regent, Bruksela, (Belgia)
- 1991 Bielska Jesień, Bielsko-Biała (wyróżnienie)
- 1991 Malarze z Gdańska, Instytut Kultury Polskiej, Praga, (Czechy)
- 1994 Inflacja obrazu? Obraz inflacyjny, wystawa zbiorowa, Lębork
- 1996 Aschernbach Galerie Amsterdam, pobyt stypendialny na zaproszenie Markusa Lupertza, zakończony uzyskaniem Certyfikatu Mistrzowskiego
- 1996 „Dekonstruktywiści z Gdańska”, BWA, Bydgoszcz
- 1997 wystawa indywidualna, Muzeum Okręgowe, Lębork
- 1998 XVII Festiwal Polskiego Malarstwa Współczesnego w Szczecinie, Szczecin (Grand Prix)
- 1999 „Dekonstruktywiści z Gdańska” Muzeum Narodowe, Gdańsk
- 1999 „Bielska Jesień” BWA Bielsko-Biała (laureat)
- 1999 O nas dzisiaj, Muzeum Narodowe w Gdańsku (laureat)
- 1999 Wystawa, Galeria „Refektarz”, Kartuzy
- 2000 Wystawa indywidualna, Akademia Sztuk Pięknych, Gdańsk
- 2000 Qvo Vadis Polen, Innsbruck
- 2001 Trzy kolory, Państwowa Galeria Sztuki, Sopot
- 2002 Obraz roku 2001, Warszawa, (laureat)
- 2002 Wizja lokalna. Pokolenie, Gdańsk
- 2003 Obraz roku 2002, Warszawa (laureat)
- 2004 Sympozjum Malarstwa Polskiego, Lesko
- 2005 Kwiaty dla królowej, Galeria Miejska, Tczew
- 2005 Od wschodu do zachodu słońca, Galeria EL, Elbląg
- 2006 Elżbietański profil malarstwa, Pałac Opatów, Gdańsk Oliwa
- 2007 Tak i Tak, Galeria Pionova, Gdańsk
- 2009 Head-Wig – Selected by Paulina Ołowska, Camden Arts Centre, London
- 2010 Fragmenty Malarstwa, Galeria Jesionowa, Gdańsk Wrzeszcz
- 2011 Stulecie ZPAP, Państwowa Galeria Sztuki, Sopot
- 2011 Przewodnik po malarstwie – Ciało, Galeria Pionova, Gdańsk
- 2011 Stulecie ZPAP, Państwowa Galeria Sztuki, Sopot

## Nagrody
- Nagroda Gdańskiego Towarzystwa Przyjaciół Sztuki za najlepszą wystawę roku (1997)
- Nagroda Prezydenta Miasta Gdańska w Dziedzinie Kultury z okazji 35-lecia pracy twórczej (2022)[5]